# Theodore Roosevelt American History Award
Theodore Roosevelt American History Award (TRAHA) is een jaarlijkse prijs voor de beste masterscriptie over Amerikaanse geschiedenis geschreven door een student aan een van de Nederlandse universiteiten. De prijs is vernoemd naar voormalig Amerikaans president Theodore Roosevelt. Van 1987 tot en met 1994 heette de prijs de Lawrence J. Saunders Award. 

## Geschiedenis
De prijs is in 1987 ingesteld door Steven R. Saunders, destijds bestuurslid van de Amerikaanse Theodore Roosevelt Association, ter nagedachtenis aan zijn in 1981 overleden vader Lawrence J. Saunders, die een sterke band had met Nederland, dat hij als ingenieur vaak had bezocht. Leden van het genootschap, een Republikeinse tegenhanger van het (Democratisch) georiënteerde Franklin and Eleanor Roosevelt Institute, woonden najaar 1989 de prijsuitreiking in Middelburg bij en bezochten Oud-Vossemeer, waar de familie Roosevelt oorspronkelijk vandaan komt.

## Organisatie
De prijs wordt georganiseerd door het Roosevelt Institute for American Studies in Middelburg. Als sponsoren treden op de Theodore Roosevelt Medora Foundation, de Amerikaanse ambassade in Den Haag en de provincie Zeeland. Mediasponsor is sinds 2018 Elsevier Weekblad.
De winnaar krijgt een buste van Theodore Roosevelt en een reis naar North Dakota, waar de Theodore Roosevelt Medora Foundation en de Theodore Roosevelt Center zijn gevestigd (Dickinson State University). Elsevier Weekblad publiceert (de samenvatting van) de scriptie en biedt de winnaar tevens een abonnement voor een jaar aan.

## Prijswinnaars

### Lawrence J. Saunders Award
- 1987: Hans Grunfeld (Universiteit van Amsterdam) voor: The United States, Israel and the Suez Crisis 1956.
- 1988: Maarten Goudsmit (Universiteit van Amsterdam) voor: The American Nuclear Alert, October 1973.
- 1989: M.A. Pennings (Universiteit van Amsterdam) voor: Norman Podhoretz, American Neo-Conservative.[6]
- 1990/1991: Esther Romeyn (Universiteit van Amsterdam) voor Worlds in Between Worlds: Italian-Americans and Farfariello. Their Comic Double.
- 1992: Sebastian Reyn (Universiteit Leiden) voor: Dealing with De Gaulle or How the General Raised the Political Price of the MLF and LBJ Refused to Pay It.
- 1993: Sophie Verburgh (Universiteit Leiden) voor: Breckinridge Long: Amateur Diplomat in Serious Times. The American Ambassador in Italy, 1933-1936. en Bart Kiers (Universiteit van Amsterdam) voor: Re-education to Democracy. American Press Policy in Occupied Germany, 1945-1949.
- 1994: Maarten Keulemans (Universiteit Leiden) voor: The Invention of the Hoodoo Man: A Study of the Interaction and Reaction of White and Black Magic Popular Belief in the Prewar American South.

### Theodore Roosevelt American History Award
- 1995: Jaco W.A. de Been (Universiteit van Amsterdam) voor: An Inquiry into the Historical Significance of Supply-Side Economics.
- 1996: Karin M. Mössenlechner (Universiteit Leiden) voor: On the Verge of Science and Politics: Donald F. Hornig, a Scholar in the White House, 1963-1968.
- 1997: Seline Borking (Universiteit Leiden) voor Shopping Malls: An Art Historical Analysis.
- 1998: Rik van Welie (Universiteit Leiden) voor: A Matter of Spirit: The Growth of the ‘Black Solidarity” in the United States between the Construction and the Depression.
- 1999: Mette Gieskes (Universiteit Leiden) voor: John Cage and the Visual Arts: The Position of an Experimental Composer in the Arts around Mid-century.
- 2000: Marietje Bohmer (Universiteit Leiden) voor: Music, Jokes and Melodrama: Radio Programs and the Defining of the American Culture 1920-1939.
- 2001: Ilse Dirckx (Universiteit Groningen) voor: Bilingual Education: Apple Pie or Pizza? The Battle between Cultural Uniformists and Cultural Pluralists.
- 2002: Anne van Duuren (Universiteit Utrecht) voor: A Female World of Love and Friendship? Black and White Women Relations at Plantations in Nineteenth-Century Southern America. en Roel van den Oever (Radboud Universiteit) voor: 'What Are You Looking At?' Madonna as a Gay Icon.
- 2003: Annelieke Dirks (Universiteit Leiden) voor: White Brother, Black Power: The Changing Role and Position of White Employees in the Student Nonviolent Coordinating Committee, 1960-1967.
- 2004: Stijn Bollinger (Universiteit Utrecht) voor: 'God Bless America!’ The Civil Religion of Jerry Falwell and the Moral Majority.
- 2005: Laura Maessen (Radboud Universiteit) voor: Martin Luther King, Jr and the SCLC & Robert Moses and SNCC: Two Faces of the Civil Rights Movement’s Struggle, 1957-1965.
- 2006: Agustin Mackinlay, (Universiteit van Amsterdam) voor: Charles de Gaulle and the Deconstruction of the Dollar.
- 2007: Jan-Pieter Daems (Universiteit Leiden) voor: All Power to Local People: A Localized Approach to the Black Panther Party with a Focus on New York City.
- 2008: Sabrina A. Otterloo (Universiteit Leiden) voor: The War on Walter Lippmann: How President Lyndon B. Johnson Handled His First among Critics.
- 2009: Albertine Bloemendal (Radboud Universiteit) voor: Abraham Kuyper’s Road to the White House: How Kuyperian Thought Came to Influence American Welfare Reform.
- 2010: Maarten van Gageldonk (Radboud Universiteit) voor: Multimedia, Miscellanies, and Mini-Museums: Aspen Magazine, 1965-1971. A History and a Contextualization.
- 2011: Geert Bullens (Universiteit Leiden) voor: Angola and the Killing of Détente: On the History of a Failed CIA Operation and the Policy That Had Set it in Motion.
- 2012: Roger Voncken (Radboud Universiteit) voor: Rediscovering U.S. Geopolitics: A Study on the Influence of Classical Geopolitics on American Foreign Policy during 1945-1950.
- 2013: Lisanne W.B. Walma (Universiteit Utrecht) voor: The Good, the Bad, and the Forgotten: U.S. Veterans and the Mall Memorial Movement.
- 2014: Ruth van den Akker (Vrije Universiteit) voor: Under His Wings: Representation of Self and Other in American Missionary Wives' Life Writing.
- 2015: Caramay Schmelzer (Universiteit Utrecht) voor: Ambivalent Multilateralism: The United States and the Biological Weapons Convention Protocol.
- 2016: Martina van Cimmaede (Universiteit van Amsterdam) voor: The Sexually Charged Office: An Analysis of Sexual Harassment and Gender Relations in the Workplace between 1940-1975.[7]
- 2017: Renee de Groot (Universiteit van Amsterdam) voor: The Rewritten War: Alternate Histories of the Civil War.[8]
- 2018: Megan Griffiths[9] (Universiteit Leiden) voor: Radicals, Conservatives, and the Salem Witchcraft Crisis.[10]
- 2019: Queeny van der Spek (Universiteit van Amsterdam) voor: Hitler’s Gift to America: The American Motivations to Rescue Displaced Scientists from Europe in the 1930s.[11]
- 2020: Emma van Toorn (Radboud Universiteit) voor: Floods the Desert: Religious Dynamics in the Southern Arizona Sanctuary Movements, 1980-2019.[12][13]
- 2021: Melanie van der Elsen (Radboud Universiteit) voor: On The Edge Of Empire: Agency and Imperialist Practices in the US Territory of American Samoa.[14]